# Ciciliano
Ciciliano é uma comuna italiana da região do Lácio, província de Roma, com cerca de 1.133 habitantes. Estende-se por uma área de 19 km², tendo uma densidade populacional de 60 hab/km². Faz fronteira com Capranica Prenestina, Castel Madama, Cerreto Laziale, Pisoniano, Sambuci, San Gregorio da Sassola.
Era conhecida como Cicilino (em latim: Sicilinum) no período romano.

## Demografia
| Variação demográfica do município entre 1861 e 2011                               |
|                                                                                   |
| Fonte: Istituto Nazionale di Statistica (ISTAT) - Elaboração gráfica da Wikipedia |